# Malva oblongifolia
Malva oblongifolia är en malvaväxtart som först beskrevs av Pierre Edmond Boissier, och fick sitt nu gällande namn av Soldano, Banfi och Galasso. Malva oblongifolia ingår i Malvasläktet som ingår i familjen malvaväxter. Inga underarter finns listade i Catalogue of Life.